# زيدية
الزيدية هم طائفة دينية إسلامية شيعية، تنسب إلى زيد بن علي بن الحسين بن علي بن أبي طالب، وتواجدوا سابقاً في نجد وشمال أفريقيا وحول بحر قزوين وتسمى أحياناً  بالهادوية  ولكنها تسمية خاصة بالفرع الوحيد المتبقي داخل الزيدية نسبة للإمام الهادي إلى الحق يحيى بن الحسين الرسي الهاشمي الذي حارب القرامطة وعقدت له الإمامة باليمن.
يطلق اسم الزيدية تاريخياً على مذاهب مختلفة (المطرفية، السالمية، القاسمية، المؤيدية، الصالحية، البترية، السليمانية، الناصرية، الجارودية، الحريرية، الهادوية...) وجميعها تتبنى فكرة الخروج على الحاكم الظالم ولم يبقى من المذاهب الزيدية سوى الهادوية وهو المذهب السائد في شمال اليمن. وتختلف الزيدية المعاصرة (الهادوية) فكرياً عن فرق الزيدية الأخرى المنقرضة.

## المعتقد
الزيدية فرقة من الفرق الإسلامية ظهرت في منتصف القرن الثاني الهجري ويتكون المذهب الزيدي في نشأته من فقه الاعتزال، مع الميل في الفروع للمذهب الحنفي، ويتبنى فكرة الخروج على الحاكم الظالم، وهي القاعدة الأساسية التي قام عليها المذهب. تجيز الزيدية وجود أكثر من إمام في وقت واحد في قطرين مختلفين. الإمامة لدى الزيدية ليست وراثية بل تقوم على البيعة، ويتم اختيار الإمام من قبل أهل الحل والعقد. إن اسم الزيدية لم يطلقه زيد بن علي على أتباعه، كما لم يطلقه أتباعه على أنفسهم، إنما أطلقه عليهم حكام بني أمية ولكنهم أقروا به واعتزوا. ان الزيدية لا يؤمنون بعصمة أحد باستثناء الأنبياء، يؤمن بعضهم بعصمة أصحاب الكساء الخمسة، يرفضون مبدأ الغيبة وتوارث الإمامة. المذهب الزيدي التاريخي هو فرقة قامت بالاصل على فكرة الخروج على الحاكم الظالم، شروط الإمام لدى الزيدية أن يكون عالماً في الشؤون الدينية، صالح وتقي، لا يعاني من عيوب جسدية أو عقلية وهاشمي من سلالة علي وفاطمة بنت النبي محمد، لكن علماء المذهب الزيدي اصدروا فتوى تقضي بإسقاط شرط النسب الهاشمي للإمامة. ليس لديهم مواقف عدائية اتجاه الخلفاء الراشدين على خلاف الشيعة ويعتبرون أبي بكر الصديق وعمر بن الخطاب من كبار الصحابة الفواضل، لا يعارضون الصلاة خلف إمام من السنة لا يقرون زواج المتعة ولا يمارسون التقية ولا يقدسون القبور والأضرحة ولا ينتظرون المهدي ولا يعتبرونه شخصية مقدسة ولا يؤمنون بالرجعة. ويتفقون مع أهل السنة في العبادات والفرائض سوى اختلافات قليلة: كقول حي على خير العمل في الأذان، صلاة العيد لديهم تصح فرادى وجماعة، وفروض الوضوء لديهم عشرة.

## أئمة الزيدية
| الإمام الأول  | علي بن أبي طالب                   |                                               |
| الإمام الثاني | الحسن بن علي بن أبي طالب          |                                               |
| الإمام الثالث | الحسين بن علي بن أبي طالب         |                                               |
| الإمام الرابع | الحسن بن الحسن بن علي بن أبي طالب | الحسن المثنى                                  |
| الإمام الخامس | زيد بن علي                        | (زيد هو الإمام الذي تنسب إليه الفرقة الزيدية) |

- لأئمة الزيدية في اليمن من عام 890 وحتى 1962 انظر الإمامة الزيدية.

### أماكن إنتشار الزيدية

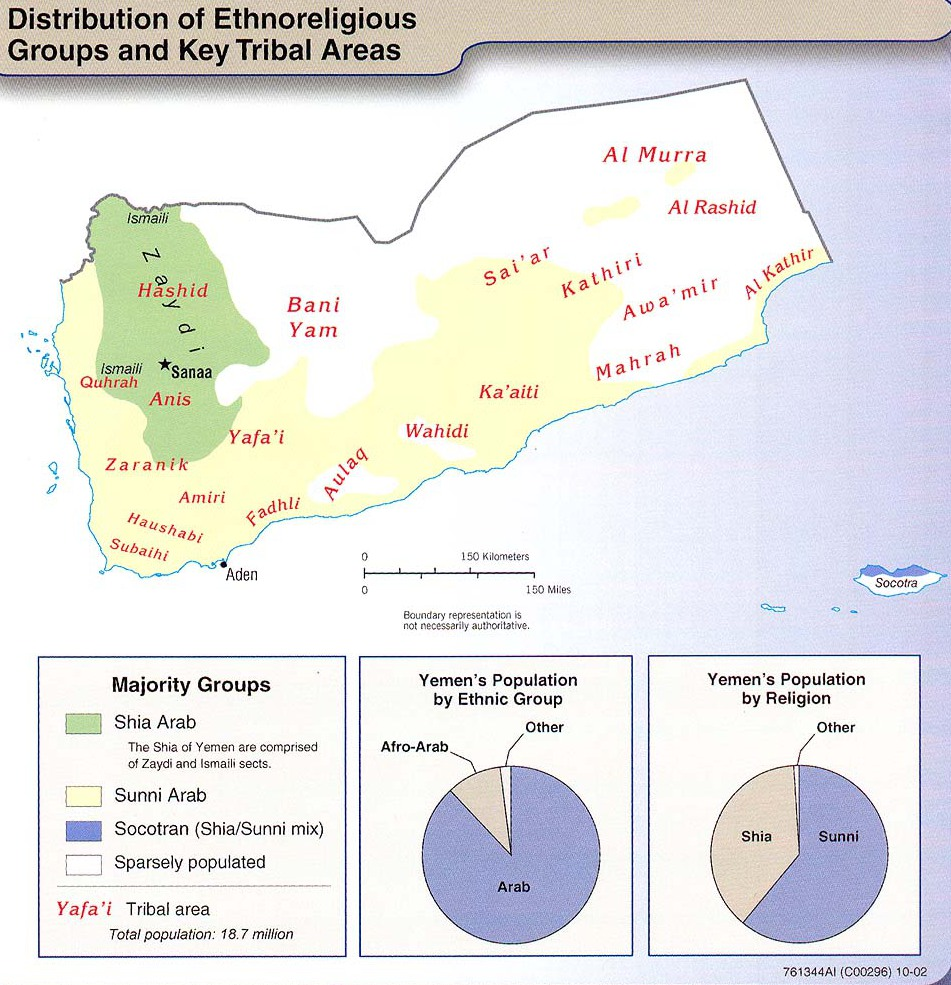
التوزيع الجغرافي للمذاهب الشيعية (الزيدية، الإسماعيلية)، ويشكل الشيعة الزيدية نحو 25% من سكان اليمن، كما تشكل المذاهب الشيعية الأخرى 10%.

تنتشر الزيدية في شمال اليمن ويشكل أتباع المذهب الزيدي قرابة ربع تعداد سكان جمهورية اليمن، ويبلغ عددهم نحو 8 ملايين نسمة، يتركز معظمهم في اليمن الشمالي، كما تتواجد أقلية زيدية منتشرة حول العالم. ويذكر نشوان الحميري بأن لم يبقى من فرق الزيدية في اليمن سواه الجارودية

### التاريخ في اليمن
أول من أدخل المذهب الزيدي إلى اليمن الإمام يحيى بن الحسين بن القاسم الرسي، المعروف بالهادي، في نهاية القرن الثالث الهجري. وقد استطاع الهادي أن يقيم دولة له في صعدة شمالي اليمن. فكان المؤسس الأول للدولة الزيدية، وكان عالماً فقيهاً مجتهداً، ومعه دخل مذهب الاعتزال الذي أصبح لصيقاً بالزيدية إلى اليمن. وهو من أحفاد الحسن بن علي. ولد بالمدينة ورحل إلى اليمن سنة 280هـ، فوجدها أرضاً صالحة لبذر آرائه الفقهية. استقر في صعدة وأخذ منهم البيعة على إقامة الكتاب والسنة والأمر بالمعروف والنهي عن المنكر والطاعة في المعروف. بدأ الهادي حركته الإصلاحية بلم الشمل والقضاء على الفرقة والاختلاف، حتى استطاع أن يحكم معظم أنحاء اليمن وجزءاً من الحجاز. خاض الزيدية خلال تاريخهم حروباً عديدة مع القرامطة الباطنية. استمر حكم اليمن بيد أولاد الهادي وذريته أكثر من ثلاثة قرون ثم خلفهم بالحكم الأسرة المتوكلية التي دام حكمها حتى قيام الثورة اليمنية سنة 1382هـ (1962م)، وهي أطول فترة حكم في التاريخ لأهل البيت حيث دام ما يقارب سبعة قرون.

### الزيدية في بلاد الديلم وطبرستان
ظهرت للزيدية في بلاد الديلم، فقد هاجر الإمام الأطـروش الملقب بالناصر الكبير (230-304هـ) إلى هناك داعياً إلى الإسلام على مقتضى المذهب الزيدي فدخل فيه خلق كثير صاروا زيديين ابتداءً منهم صاحب طبرستان الحسن بن زيد بن محمد والذي تكونت له دولة زيدية جنوب بحر الخزر سنة 250هـ.

### الدولة الأخيضرية في اليمامة
الدولة الأخيضرية هي دولة إسلامية زيدية المذهب تأسست في إقليم اليمامة شرق نجد عام 252 هـ - 866 م على يد الأمير محمد بن يوسف الأخيضر الحسني الهاشمي القرشي. والأخيضريّون هم حسنيون هاشميون وموطنهم الأصلي المدينة المنورة. وقد اشتهر منهم محمد بن يوسف الهاشمي القرشي. وكان يلقب بـالأخيضر الصغير، وقد فر إلى اليمامة وأقام دولة بها عرفت بالدولة الأخيضرية، عقب ثورة فاشلة ضد الدولة العباسية.
استعان الأخيضر بالقبائل البدوية في عالية نجد، وبخاصة بني كلاب. فقد كانت تربطه بهم صلة مصاهرة، الذين كانوا يسيطرون على معظم بلاد عالية نجد. دخل أبو سعيد الجنابي زعيم القرامطة في مواجهة مع الأخيضريين في اليمامة وألحق بهم الهزيمة، وأسر عدداً منهم.

## المذاهب الزيدية
في منتصف القرن الثاني الهجري ظهرت عدة مذاهب مختلفة تقول بانتسابها لزيد بن علي وسميت بالمذاهب الزيدية لأن زيد بن علي خرج ولأنها تبنت فكرة الخروج على الحاكم الظالم، انقرضت أغلب المذاهب الزيدية ولم يبقى منها سوى الهادوية وهو المذهب السائد في شمال اليمن ويوصف أنه مذهب وسطية واعتدال.
- الصالحية.
- البترية.
- السليمانية.
- الحريرية.
- الجارودية.
  - الحسينية.
  - المخترعة.
  - المطرفية.
- السالمية.
- القاسمية.
- المؤيدية.
- الناصرية.
- الهادوية: هو المذهب السائد في شمال اليمن.

## الزيدية القبلية
من الجدير بالذكر أن مصطلح الزيود يطلق أيضاً على قبائل يمنية شمالية معينة من همدان كحاشد وبكيل ومن خولان ومن مذحج كالحداء وآنس وعنس وسنحان، لكنهم ليسوا بالضرورة زيدية المذهب.
ويعتبر بعض علماء ومشايخ الزيدية محسوبون على أهل السنة أيضا كالصنعاني ومحمد الشوكاني وتدرس كتبهم في الجامعات والمدارس الدينية السنية. وبفضل المناهج الدراسية الدينية المعتدلة في اليمن لا تكاد توجد فروقات بين أهل السنة والزيدية ولا يعرف الزيدي من السني إلا عبر إرسال اليدين في الصلاة، وقول حي على خير العمل في الأذان.